# Christof Kreutzer
Christof Kreutzer (* 26. Mai 1967 in Uerdingen) ist ein ehemaliger deutscher Eishockeyspieler (Verteidiger) und derzeitiger -trainer sowie -funktionär, der seit Mai 2024 Cheftrainer der Lausitzer Füchse in der DEL2 ist. Christof Kreutzer wurde 2016 als DEL-Trainer des Jahres ausgezeichnet. Sein Bruder Daniel war ebenfalls Eishockeyspieler. 

## Karriere

### Als Spieler
Christof Kreutzer erlernte das Eishockey spielen in der Jugend der Düsseldorfer EG. In der Spielzeit 1985/86 wurde er bei den Düsseldorfern erstmals auch in der Bundesliga-Mannschaft eingesetzt. Allerdings konnte er sich in den ersten beiden Jahren am Rhein noch nicht durchsetzen und wechselte 1987 für zunächst ein Jahr zum SC Solingen und im Anschluss für eine weitere Saison zum EC Ratingen in die 2. Bundesliga. Zur Spielzeit 1989/90 holten ihn die Düsseldorfer zurück in die Bundesliga, wo er bis 1997 spielte und mit der DEG insgesamt fünf Meisterschaften (1990, 1991, 1992, 1993, 1996) gewann.

### Als Trainer und Funktionär
Christof Kreutzer war einige Saisons Trainer sowohl der 1b-Mannschaft (DEG II) in der Regionalliga NRW als auch des DNL-Teams der DEG. Da die Regionalligamannschaft durch eine Altersanhebung in der DNL aufgelöst wurde, konzentrierte er sich danach auf das DNL-Team. Nach dem Ende des Sponsorings der Metro AG wurde Kreutzer zum Co-Trainer der DEG ernannt. Zur Spielzeit 2014/15 wurde Kreutzer Cheftrainer seines Vereins. In der Saison 2014/15 hatte Kreutzer die DEG ins DEL-Halbfinale geführt, damit qualifizierten sich die Rheinländer auch für die Champions Hockey League (CHL). 2015/16 schied die DEG unter Kreutzers Leitung im DEL-Viertelfinale aus, in der CHL wurde das Sechzehntelfinale erreicht. 2016/17 verpasste er mit der DEG als Tabellenelfter der Hauptrunde die Playoff-Teilnahme in der Deutschen Eishockey Liga. Nach dem Saisonende 2016/17 wurde er seines Amtes enthoben.
Seit der Saison 2018/19 war Christof Kreutzer als Cheftrainer für den EC Bad Nauheim in der DEL2 aktiv. Dies hatte der Verein auf einer Pressekonferenz am 5. April 2018 bestätigt. Sein eigentlich noch bis zum 30. April 2019 laufender Vertrag mit der Düsseldorfer EG wurde in beidseitigem Einvernehmen aufgelöst. Ab dem 1. Mai 2020 hatte Kreutzer die Stelle des sportlichen Leiters bei den Schwenninger Wild Wings inne. Am 11. November 2021 übernahm Kreutzer zusätzlich das Amt des Trainers der Wild Wings, da Trainer Niklas Sundblad nach enttäuschendem Saisonstart entlassen wurde. Die Wild Wings verpassten unter Kreutzers Leitung wie bereits 2018/19, 2019/20 und 2020/21 die Playoffs. Für die Spielzeit 2022/23 nahm Kreutzer Harold Kreis als neuen Trainer unter Vertrag.
Am 4. März 2023 gaben die Augsburger Panther bekannt, dass Christof Kreutzer zur Saison 2023/24 die Stelle des Trainers sowie die Funktion des sportlichen Leiters übernehme. Zunächst stand noch nicht fest, ob er das Team in der DEL oder DEL2 betreuen wird, weil die Augsburger Panther die Hauptrunde 2022/23 auf einem Abstiegsplatz beendeten. Da jedoch der EV Ravensburg DEL2-Meister wurde, aber keine Lizenz für die DEL beantragt hatte, blieb Augsburg in der DEL. Die Hauptrunde der Saison 2023/24 beendeten die Panther als Tabellenletzter und standen damit erneut als sportlicher Absteiger fest. Daraufhin wurde Kreutzer sowie sein Trainerteam entlassen.
Zur Spielzeit 2024/25 wurde Kreutzer als Cheftrainer von den Lausitzer Füchse aus der DEL2 verpflichtet.